# ТРК «Таврия»
ТРК «Таврия» — российская пропагандистская телерадиокомпания в Херсонской области. ТРК «Таврия» является одной из трёх крупнейших российских СМИ (наряду с запорожским «За! ТВ» и мариупольским «Мариуполь-24»), организованных в 2022 году для вещания на оккупированных Россией территориях Украины.

## История
ТРК «Таврия» основана в 2022 году после оккупации Херсонской области силами ВС РФ в ходе российского вторжения. Генеральным директором и создателем канала стал соратник Евгения Пригожина, пропагандист Александр Малькевич.
О начале телевещания ТРК «Таврия» впервые сообщалось 30 июня 2022 года; Радиовещание ведётся с мая 2022 года (на базе бывшей ТРК Скифия); официальное открытие состоялось 18 августа 2022 года, в нём приняли участие губернатор Калининградской области Антон Алиханов, Александр Малькевич (бывший генеральный директор телеканала «Санкт-Петербург» (с 2021 года), председатель (2018—2020), а позже (с 2020 года) первый заместитель председателя Комиссии Общественной палаты РФ по развитию информационного сообщества, СМИ и массовых коммуникаций), и Александр Сидякин, назвавший штат ТРК «Таврия» «информационными войсками».
В августе 2022 года сообщалось, что руководителем телерадиокомпании стал донецкий журналист Владимир (Исмаил) Абдуллаев, ранее возглавлявший в ДНР телеканал «Оплот».
В октябре 2022 года, в период контрнаступления ВСУ, работники ТРК покинули Херсон вместе с российскими военными, при этом по данным «ТАСС», 20 октября некоторые сотрудники телеканала пострадали попав под обстрел ВСУ. Из 4 погибших как минимум двое человек являлись сотрудниками ТРК, а один из них российский продюсер — Олег Клоков, который ранее работал на Первом канале и RT.
17 ноября 2022 года ТРК «Таврия» начала вещание из Геническа.
В июне 2023 года СБУ выставила основателю канала Александру Малькевичу подозрение согласно ч. 6 ст.111-1 уголовного кодекса Украины; тюремный срок по вменяемой ему статье может составить до 12 лет.
В 2023 году радиостанция стала лауреатом премии «Имперская культура» имени профессора Эдуарда Володина.

## Санкции
13 июня 2024 года телерадиокомпания включена в санкционный список Канады против лиц и организаций вовлечённых в операции по дезинформации и пропаганде.